# Parazitoid
Parazitoid je organizmus, který se vyvíjí v těle nebo buňkách jiného organismu a na konci tohoto vývoje svého hostitele usmrcuje a často i zkonzumuje. Někteří parazitoidi svého hostitele „jen“ sterilizují. Liší se tak od klasického parazita tím, že svého hostitele usmrtí. Klasičtí parazité většinou mají z hostitele užitek a je pro ně nevýhodné o něj přijít. Parazitoidů se využívá v biologické ochraně rostlin. Mezi parazitoidy patří rovetky, hrabalky, lumci, kodulky, kutilky, některé mouchy (např. Apocephalus borealis) a další.